# The Chronicles of Riddick: Escape from Butcher Bay
The Chronicles of Riddick: Escape from Butcher Bay ist ein Ego-Shooter, der die Vorgeschichte zu den Filmen Pitch Black – Planet der Finsternis und Riddick: Chroniken eines Kriegers mit Vin Diesel erzählt.
Das Spiel wurde vom Entwicklungsstudio Starbreeze Studios in Zusammenarbeit mit Vin Diesels selbst gegründeten Unterhaltungsunternehmen Tigon Studios entwickelt. Vivendi Universal Games veröffentlichte es zeitgleich mit der Kinofortsetzung im Juni 2004 für die Xbox. Eine PC-Version folgte im Dezember desselben Jahres.

## Handlung
Der Spieler übernimmt die Rolle des Schwerverbrechers Richard B. Riddick, der in den Kinofilmen von Vin Diesel dargestellt wird und von ihm im Videospiel auch gesprochen wird. Nachdem dieser für seine Verbrechen in dem düsteren und brutalen Gefängnis Butcher Bay landete, ist es nun Aufgabe des Spielers, aus dieser Anstalt zu entfliehen. Dabei muss er sich Riddicks in den Filmen dargestellter ganz besonderer Fähigkeiten bedienen, z. B. seiner übernatürlichen Sicht. Die Stimmung in Butcher Bay ist im Allgemeinen an die amerikanischen Provinzgefängisse der 1980er-Jahre angelehnt: So herrscht in dem futuristischen Bollwerk eine grausame Hackordnung; Banden rotten sich zusammen, Gefangene morden einander während Wachen zusehen und dergleichen. Vor allem zu Beginn muss sich der Spieler durch die gnadenlose Hierarchie der verurteilten Mörder und politischen Gefangenen arbeiten.

## Hintergrund
Vin Diesel beteiligte sich als ausführender Produzent selbst an der Entwicklung des Spieles. Außerdem lieh er der Hauptfigur seine markante Stimme, weshalb auch die deutsche Version nicht neu synchronisiert, sondern nur mit deutschen Untertiteln versehen wurde. Weitere bekannte Sprecher sind Dwight Schultz (Das A-Team, Star Trek) als Gefängniswärter Hoxie, Rapper Xzibit als Wächter Abott, Cole Hauser (Pitch Black – Planet der Finsternis, 2 Fast 2 Furious) als Johns und Ron Perlman (Hellboy) als Jagger Valance in den Minen. Zudem werden die Sprecher auch im Spiel selbst verkörpert. Wobei Vin Diesel und Xzibit am auffälligsten sind. Ron Perlman trägt hingegen Sonnenbrille und Bart. Cole Hauser verkörpert auch im Film Pitch Black – Planet der Finsternis den Kopfgeldjäger Johns.
Der Soundtrack des Spieles wurde von Gustaf Grefberg und Johan Althoff komponiert und von Grefberg eingespielt. Drei Wochen nach Veröffentlichung des Spieles stellte Publisher Vivendi Universal Games den Soundtrack mitsamt vier exklusiver Stücke zum freien Download ins Netz. Der Soundtrack wurde kurz darauf außerdem von der Redaktion der Spielezeitschrift GameStar zum „Soundtrack des Jahres 2004“ gekürt.

## Rezeption
Kritiker lobten Escape from Butcher Bay als große Ausnahme unter den ansonsten qualitativ eher minderwertigen Spielen, die auf Kinofilmen basieren. 2005 gewann das Spiel einen MTV Movie Award in der Kategorie „Bestes Computerspiel basierend auf einem Film“.
Bei der deutschen Fachpresse bekam das Spiel sehr gute Bewertungen. So vergab die Gamestar 90 Punkte und die PC Games 86 %. Auf der Website 4players beträgt die Punktzahl 90.

## Fortsetzung
Das von Vivendi Universal Games aufgegebene Nachfolgeprojekt The Chronicles of Riddick: Assault on Dark Athena wurde von Atari übernommen. Das Spiel war ursprünglich als Wiederauflage des ersten Teils konzipiert; Atari ließ vermelden, dass der Titel auch eigenständige Inhalte und einen Mehrspieler-Modus beinhalten würde. Der Titel erschien im Frühjahr 2009 für PC (Windows), Xbox 360 und PlayStation 3.